# Winnipeg Challenger 2023 - Doppio
Il doppio del torneo di tennis professionistico Winnipeg Challenger 2023, facente parte della categoria Challenger 75 nell'ambito dell'ATP Challenger Tour 2023, si è giocato dal 14 al 19 agosto 2023 a Winnipeg, in Canada. Tra le sedici coppie di partecipanti erano presenti i detentori del titolo Billy Harris e Kelsey Stevenson che sono stati eliminati ai quarti di finale.
In finale Gabriel Diallo e Leandro Riedi hanno sconfitto Juan Carlos Aguilar e Taha Baadi con il punteggio di 6–2, 6–3.

## Teste di serie
1. Andrew Harris /  Christian Harrison (semifinale)
2. Hsu Yu-hsiou /  Yuta Shimizu (primo turno)

1. George Goldhoff /  Vasil Kirkov (primo turno)
2. Mac Kiger /  Benjamin Sigouin (primo turno)

## Wildcard
1. Juan Carlos Aguilar /  Taha Baadi (finale)

1. Cleeve Harper /  Brayden Schnur (primo turno)

## Alternate
1. Osgar O'Hoisin /  Joshua Sheehy (primo turno)

## Tabellone

### Legenda
| - Q = Qualificato - WC = Wild card - LL = Lucky loser | - ALT = Alternate - SE = Special Exempt - PR = Protected Ranking | - w/o = Walkover - r = Ritirato - d = Squalificato |

|  | Primo turno | Primo turno               | Primo turno               | Primo turno | Primo turno |  |  | Quarti di finale | Quarti di finale          | Quarti di finale      | Quarti di finale      | Quarti di finale   |                  |     | Semifinali | Semifinali                     | Semifinali                     | Semifinali                   | Semifinali                   |   |   | Finale | Finale | Finale | Finale | Finale |  |
|  |             |                           |                           |             |             |  |  |                  |                           |                       |                       |                    |                  |     |            |                                |                                |                              |                              |   |   |        |        |        |        |        |  |
|  | 1           | A Harris C Harrison       | 6                         | 3           | [15]        |  |  |                  |                           |                       |                       |                    |                  |     |            |                                |                                |                              |                              |   |   |        |        |        |        |        |  |
|  |             | S Duncan R Peniston       | 1                         | 6           | [13]        |  |  | 1                | A Harris C Harrison       | A Harris C Harrison   | 7                     | 6                  |                  |     |            |                                |                                |                              |                              |   |   |        |        |        |        |        |  |
|  |             | S Kirchheimer R Noguchi   | S Kirchheimer R Noguchi   | 4           | 4           |  |  |                  | T Itō S Mochizuki         | T Itō S Mochizuki     | 62                    | 2                  |                  |     |            |                                |                                |                              |                              |   |   |        |        |        |        |        |  |
|  |             | T Itō S Mochizuki         | T Itō S Mochizuki         | 6           | 6           |  |  |                  |                           |                       |                       |                    |                  |     | 1          | A Harris C Harrison            | A Harris C Harrison            | 2                            | 64                           |   |   |        |        |        |        |        |  |
|  | 4           | M Kiger B Sigouin         | M Kiger B Sigouin         | 2           | 64          |  |  |                  |                           | WC                    | JC Aguilar T Baadi    | JC Aguilar T Baadi | 6                | 7   |            |                                |                                |                              |                              |   |   |        |        |        |        |        |  |
|  |             | T-S Kwiatkowski C Rodesch | T-S Kwiatkowski C Rodesch | 6           | 7           |  |  |                  | T-S Kwiatkowski C Rodesch | 6                     | 2                     | [3]                |                  |     |            |                                |                                |                              |                              |   |   |        |        |        |        |        |  |
|  | WC          | JC Aguilar T Baadi        | JC Aguilar T Baadi        | 6           | 6           |  |  | WC               | JC Aguilar T Baadi        | 1                     | 6                     | [10]               |                  |     |            |                                |                                |                              |                              |   |   |        |        |        |        |        |  |
|  | WC          | C Harper B Schnur         | C Harper B Schnur         | 3           | 4           |  |  |                  |                           |                       |                       |                    |                  |     | WC         | Juan Carlos Aguilar Taha Baadi | Juan Carlos Aguilar Taha Baadi | 2                            | 3                            |   |   |        |        |        |        |        |  |
|  |             | J Boulais J Trotter       | 6                         | 60          | [4]         |  |  |                  |                           |                       |                       |                    |                  |     |            |                                |                                | Gabriel Diallo Leandro Riedi | Gabriel Diallo Leandro Riedi | 6 | 6 |        |        |        |        |        |  |
|  |             | E Couacaud D Stricker     | 4                         | 7           | [10]        |  |  |                  | E Couacaud D Stricker     | E Couacaud D Stricker | E Couacaud D Stricker |                    |                  |     |            |                                |                                |                              |                              |   |   |        |        |        |        |        |  |
|  |             | M Bellucci L Nardi        | M Bellucci L Nardi        | 6           | 6           |  |  |                  | M Bellucci L Nardi        | M Bellucci L Nardi    | M Bellucci L Nardi    | w/o                |                  |     |            |                                |                                |                              |                              |   |   |        |        |        |        |        |  |
|  | 3           | G Goldhoff V Kirkov       | G Goldhoff V Kirkov       | 2           | 4           |  |  |                  |                           |                       |                       |                    |                  |     |            | M Bellucci L Nardi             | M Bellucci L Nardi             | M Bellucci L Nardi           |                              |   |   |        |        |        |        |        |  |
|  |             | B Harris K Stevenson      | B Harris K Stevenson      | 6           | 6           |  |  |                  |                           |                       | G Diallo L Riedi      | G Diallo L Riedi   | G Diallo L Riedi | w/o |            |                                |                                |                              |                              |   |   |        |        |        |        |        |  |
|  | Alt         | O O'Hoisin J Sheehy       | O O'Hoisin J Sheehy       | 3           | 4           |  |  |                  | B Harris K Stevenson      | B Harris K Stevenson  | 2                     | 4                  |                  |     |            |                                |                                |                              |                              |   |   |        |        |        |        |        |  |
|  |             | G Diallo L Riedi          | G Diallo L Riedi          | 7           | 7           |  |  |                  | G Diallo L Riedi          | G Diallo L Riedi      | 6                     | 6                  |                  |     |            |                                |                                |                              |                              |   |   |        |        |        |        |        |  |
|  | 2           | Y-h Hsu Y Shimizu         | Y-h Hsu Y Shimizu         | 64          | 64          |  |  |                  |                           |                       |                       |                    |                  |     |            |                                |                                |                              |                              |   |   |        |        |        |        |        |  |